# Источна Канада
Источна Канада (енгл. Eastern Canada, фр. Est du Canada), генерално се сматра регионом Канаде јужно од Хадсоновог залива/пролаза и источно од Манитобе, који се састоји од следећих провинција (од истока ка западу): Њуфаундленд и Лабрадор, Нова Шкотска, Острво Принца Едварда, Њу Брансвик, Квебек и Онтарио .
Онтарио и Квебек, две највеће канадске провинције, дефинишу Централну Канаду, док остале провинције чине Атлантску Канаду. Њу Бранзвик, Нова Шкотска и Острво Принца Едварда су такође познате као поморске провинције (The Maritimes).

## Главни градови
Отава, главни град Канаде, налази се у источној Канади, у оквиру провинције Онтарио.
Главни градови провинција су:
- Њуфаундленд и Лабрадор - Сент Џонс
- Нова Шкотска - Халифакс
- Острво Принца Едварда - Шарлоттаун
- Њу Бранзвик - Фредериктон
- Квебек - Квебек (град)
- Онтарио - Торонто

## Дефиниција
Канадске новине дефинише источну Канаду као све источно од и укључујући Тандер Беј, Онтарио.

## Становништво
Укупна популација овог региона је око 23.946.177 у 2016. години, или око 70% становништва Канаде. Већина становништва живи у Онтарију и Квебеку. Регион садржи 3 од 5 највећих градских области Канаде, а Торонто је четврта по величини општина у Северној Америци.
Највеће градске области
- Торонто, Онтарио - 6.254.191
- Монтреал, Квебек - 4.098.927
- Регија главног града (Канада), Отава-Гатино, Онтарио-Квебек - 1.568.381
- Град Квебек, Квебек - 807.200
- Хамилтон, Онтарио - 536.917
- Лондон, Онтарио - 474.786
- Сент Кетринс, Онтарио - 447.888
- Киченер, Онтарио - 441.380
- Регионална општина Халифакс, Нова Шкотска - 403.131
- Виндзор, Онтарио - 329.144
- Шербрук, Квебек - 212.105
- Сент Џонс, Њуфаундленд и Лабрадор - 205.955

Број становника сваке покрајине у 2016. години, од највећег до најмањег:
- Онтарио - 13.448.494
- Квебек - 8.164.361
- Нова Шкотска - 923.598
- Њу Бранзвик - 747.101
- Њуфаундленд и Лабрадор - 519.716
- Острво Принца Едварда - 142.907

## Политика
Источну Канаду представља 213 чланова парламента од укупно 336 чланова у канадском парламенту (106 у Онтарију, 75 у Квебеку и 32 у атлантским провинцијама) и 78 сенатора од 105 у канадском сенату.

## Даље читање
- Hamilton, William Baillie (1996), Place names of Atlantic Canada, University of Toronto Press, ISBN 0-8020-0471-7
- MacEachern, Alan Andrew (2001), Natural selections: national parks in Atlantic Canada, McGill-Queen's University Press, ISBN 0-7735-2157-7
- Martinez, Andrew J; Martinez, Candace Storm (2003), Marine Life of the North Atlantic: Canada to New England, Aqua Quest Publications, ISBN 1-881652-32-7
- Prieur, Benoit (2005), Atlantic Canada, Ulysse Travel Publ, ISBN 2894647239